# Союз за возрождение Мадагаскара
Ассоциация за возрождение Мадагаскара (Союз возрождения Мадагаскара, АРЕМА; фр. Association pour la renaissance de Madagascar, AREMA) или «Опора и структура спасения Мадагаскара» (малаг. Andry sy Rihana Enti-Manavotra an'i Madagasikara) — левая политическая партия Мадагаскара, правившая в 1976—1991 и 1997—2002 годах. Национальный административный секретарь партии — дочь основателя Анник Рацирака.

## История
Партия была основана 19 марта 1976 года как Авангард Малагасийской революции (малаг. Antokin'ny Revolisiona Malagasy), главная политическая организация президента Дидье Рацираки, ставшего её генеральным секретарём. До падения Рацираки в 1991 году она занимала подавляющее большинство мест (от 112 до 120 из 137) в парламенте Демократической Республики Мадагаскар.
В отличие от многих африканских стран того времени, Мадагаскар не был сугубо однопартийной системой, а управлялся многопартийной коалицией с доминирующим влиянием АРЕМА. Авангард Малагасийской революции был ведущей силой в проправительственном Национальном фронте защиты революции (фр. Front National pour la Défense de la Révolution), объединявшем 6 партий, поддержавших Хартию малагасийской социалистической революции: Партия конгресса независимости Мадагаскара (из которой перешли ряд лидеров АРЕМА, в том числе Ришар Андриамандзату), Социалистическая организация «Национальное движение за независимость Мадагаскара», Порыв к национальному единству (Вундзи), Союз христианских демократов Мадагаскара; в амбивалентном положении находилась полуоппозиционная Партия пролетарской власти.
АРЕМА провозглашала, что в своей деятельности руководствовалась Хартией малагасийской социалистической революции и ставила конечной целью построение в стране социализма. Считалось, что она объединяет представителей прежде всего государственных служащих и военных, а также части интеллигенции, рабочих и крестьян. В основу организационной структуры она положила демократический централизм. Печатный орган партии — «Атрика» («Борьба»).
Режим Дидье Рацираки столкнулся с нарастающими экономическими трудностями и противодействием как левой (студенческие волнения в Антананариву в 1978 году), так и либеральной оппозиции. Он дважды переизбирался (1982 и 1989), однако последняя победа была сомнительной, вызвав протесты, переросшие во всеобщую забастовку 1990 года. Учитывая это, а также прекращение внешней поддержки с коллапсом «социалистического блока», правительство было вынуждено пойти на уступки, в том числе проведение референдума о новой конституции и следующих выборов на альтернативной многопартийной основе. На президентских выборах 1992—1993 Рацирака проиграл оппозиционному кандидату Альберту Зафи, а в парламентских выборах 1993 его партия вообще не участвовала.
Однако уже в следующем электоральном цикле политическая сила смогла вернуться к власти — Рацика выиграл второй тур досрочных президентских выборов 1996 года с 50,71 % голосов, а его партия, преобразованная в «Авангард за обновление Мадагаскара» (АРЕМА), победила на парламентских выборах 1998 года, получив 63 из 150 депутатских мест. В 1999, 2000 и 2001 годах партия также побеждала на местных выборах разных уровней. На выборах в Сенат, состоявшихся 18 марта 2001 года, АРЕМА получила 49 из 60 избранных мест.
Для этих побед вновь ставший президентом Рацирака призвал на свою сторону занявшего стратегически важные политические посты в правительстве Пьеру Раджаунаривелу, а также поручил тому реорганизацию АРЕМА. Раджаунаривелу был избран национальным секретарём на партийном съезде 29 ноября 1997 года. Партия провозгласила идеи экологического гуманизма.
Однако вскоре популярность Рацираки, вновь начавшего выстраивать вертикаль власти под себя, упала; по итогам оспариваемых президентских выборов 2001 года он уступил мэру столицы Марку Равалуманана, однако его сторонники отказывались признавать такие результаты и вступали в вооружённое противостояние; к середине 2002 года новый президент установил контроль над страной, а предыдущий бежал за границу. На парламентских выборах, состоявшихся 15 декабря 2002 года, партия получила только 4,9 % голосов избирателей и 3 из 160 мест в Национальном собрании (все — по провинции Туамасина).
Раджаунаривелу тоже оказался в ссылке во Франции с 2002 года, а на родине был заочно осуждён; пока он находится за пределами страны, его обязанности исполняет Пьер Рамахолимаси. При этом партия разделена на две антагонистические фракции: сторонников Раджаунаривелу и тех, кто утверждает, что их поддерживал основатель партии Рацирака. Раджаунаривелу пытался баллотироваться на президентских выборах в декабре 2006 года, но ему не разрешили въезд в страну.
Фракция Рацираки предпочла не участвовать в парламентских выборах в сентябре 2007 года и попыталась воспрепятствовать участию в них фракции Раджаунаривелу участвовать, но 23 августа Высокий конституционный суд допустил последнюю на выборы. Впрочем, партия больше не получала ни одного места на выборах.

## Название
Желание иметь одну и ту же аббревиатуру АРЕМА на малагасийском и французском означает, что её расшифровка в этих двух языках несколько различается. Первоначально название партии звучало как Antokin’ny Revolisiona Malagasy (Ответственные за Малагасийскую революцию) на малагасийском языке и Avant-garde de la Révolution Malgache (Авангард Малагасийской революции) на французском. К 2001 году название было изменено на Andry syrihana enti-manavotra an’i Madagasikara (малагасийский) или Avant-garde pour la rénovation de Madagascar (французский).

## Электоральная история

### Президентские выборы
| Год     | Кандидат       | Голоса     | %          | Голоса     | %          | Результат |
| Год     | Кандидат       | Первый тур | Первый тур | Второй тур | Второй тур | Результат |
| ------- | -------------- | ---------- | ---------- | ---------- | ---------- | --------- |
| 1982    | Дидье Рацирака | 3,192,156  | 80.16 %    | -          | -          | Победа    |
| 1989    | Дидье Рацирака | 2,891,333  | 62.71 %    | -          | -          | Победа    |
| 1992-93 | Дидье Рацирака | 1,260,193  | 28.59 %    | 1,378,640  | 33.26 %    | Поражение |
| 1996    | Дидье Рацирака | 1,321,388  | 36.61 %    | 1,608,321  | 50.71 %    | Победа    |
| 2001    | Дидье Рацирака | 1,701,094  | 40.61 %    | -          | -          | Поражение |
| 2018    | Дидье Рацирака | 22,222     | 0.45 %     | -          | -          | Поражение |

### Выборы в Национальное собрание
| Год  | Голоса         | %                                     | Места      | +/−   | Место |
| ---- | -------------- | ------------------------------------- | ---------- | ----- | ----- |
| 1977 |                | 92 % Единый список с CPIM, PMNU, MCDU | 112 из 137 | ▲ 112 | ▲ 1-е |
| 1983 | 2,239,771      | 65.26 %                               | 117 из 137 | ▲ 5   | ▬ 1-е |
| 1989 | 2,785,448      | 66.84 %                               | 120 из 137 | ▲ 3   | ▬ 1-е |
| 1993 | Не участвовала | Не участвовала                        | 0 из 134   | ▼ 120 |       |
| 1998 |                | 24.74 %                               | 63 из 150  | ▲ 63  | ▲ 1-е |
| 2002 | 189,539        | 4.90 %                                | 3 из 160   | ▼ 60  | ▼ 3-е |